# Dysderina bimucronata
Dysderina bimucronata är en spindelart som beskrevs av Simon 1893. Dysderina bimucronata ingår i släktet Dysderina och familjen dansspindlar.
Artens utbredningsområde är Filippinerna. Inga underarter finns listade i Catalogue of Life.